# Ben Mansour
Ben Mansour (en àrab ابن منصور, Ibn Manṣūr; en amazic ⴱⴰⵏ ⵎⴰⵏⵚⵓⵔ) és una comuna rural de la província de Kénitra, a la regió de Rabat-Salé-Kenitra, al Marroc. Segons el cens de 2014 tenia una població total de 43.822 persones.